# ماندون
ماندون (به انگلیسی: Mundon) یک روستا و محله مدنی در بریتانیا است که در مالدون واقع شده‌است. ماندون ۳۵۵ نفر جمعیت دارد.